# Rupilia Faustina
Rupilia Faustina war die Mutter der älteren Faustina und somit Schwiegermutter des römischen Kaisers Antoninus Pius sowie Großmutter väterlicherseits seines Nachfolgers Mark Aurel.

## Abstammung
Rupilia Faustina wird in der Historia Augusta als Großmutter Mark Aurels genannt. Sie selbst sei Tochter des Rupilius Bonus gewesen, eines Mannes konsularischen Ranges. Da das Cognomen Bonus unter den römischen Namen nicht nachweisbar ist, hatte Ronald Syme vorgeschlagen, den Namen zu Bo(io)nus zu emendieren. Auf Grundlage einer beschrifteten Bleiröhre (fistula aquaria) aus Rom, die den Namen Libo Rupilius Frugi trägt, und der Erwähnung eines Libo Frugi, Konsular im Jahr 99, in einem Brief des Plinius, schloss Anthony R. Birley auf den Vaternamen Rupilius Libo Frugi. Mit einiger Wahrscheinlichkeit konnte Werner Eck das Praenomen Decimus ergänzen. Der Vater der Rupilia Faustina war daher wohl ein (Decimus) Rupilius Libo (Frugi), vielleicht der nur als Frugi in den Fasti Ostienses überlieferte Suffektkonsul des Jahres 88. Wer Rupilia Faustinas Mutter war, ist Gegenstand anhaltender Diskussionen und Stammbaumkonstruktionen. Infrage kommen Salonina Matidia, Lieblingsnichte des Kaisers Trajan, und Vitellia, Tochter des Kaisers Vitellius.
Matidia war wenigstens zweimal verheiratet, zum einen mit Lucius Vibius Sabinus – aus dieser Ehe stammt Vibia Sabina, Ehefrau Hadrians –, zum anderen mit einem nur aus dem Tochternamen Mindia Matidia erschlossenen und nicht weiter bekannten Mindius. Jérôme Carcopino vertrat 1949 die These, Rupilia Faustina sei das Kind einer dritten Ehe der Matidia mit Rupilius Bonus. Anthony R. Birley und Hans-Georg Pflaum folgten diesem Ansatz und aktualisierten lediglich den Vaternamen. Leonhard Schumacher wandte ein, dass Rupilia Faustina in dem Fall kaum das Alter erreicht haben könne, um Großmutter des 121 geborenen Mark Aurel zu sein. Nur unter der Annahme, dass die Ehe mit Rupilius Libo Frugi die erste der Matidia war, könne die Generationenabfolge plausibel sein. Ähnlich urteilten Werner Eck, der die Ehe – sollte sie bestanden haben – in jedem Fall vor der mit Lucius Vibius Sabinus ansetzt, und Karl Strobel, der zu dem Urteil kommt, diese Ehe wäre ihre erste gewesen. Andere verwerfen die Idee einer dritten Ehe der Matidia.
Einen anderen Ansatz verfolgte im Jahr 2000 Christian Settipani. Er ging von den Namen der weiblichen Nachkommen Rupilia Faustinas aus: Annia Galeria Faustina, die unter dem Namen Faustina die Ältere bekannte Tochter, und Annia Fundania Faustina, ihre Enkeltochter. Die Cognomen Galeria und Fundania finden sich vereint im Namen der zweiten Frau des Aulus Vitellius, des späteren Kaisers Vitellius: Galeria Fundan(i)a. Aus der um das Jahr 60 geschlossenen Ehe ging Vitellia [Galeria Fundania?] hervor. In ihr möchte Christian Settipani die Mutter der um das Jahr 80 geborenen Rupilia Faustina erkennen. Für Vitellia wurde nach dem frühen Tod ihres ersten Ehemannes, Decimus Valerius Asiaticus, von Vespasian eine glänzende Heirat vermittelt, wobei er sie mit einer bedeutenden Mitgift ausstattete. Der Name des neuen Ehemanns ist nicht überliefert. Nach Ansicht Settipanis ist allein aus einer Verbindung von Vitellia mit Rupilius Libo Frugi der in der antoninischen Dynastie immer wiederkehrende Name Galeria zu erklären.

## Ehe und Nachkommen
Verheiratet wurde Rupilia Faustina, zu deren Vorfahren in jedem Fall die Scribonii Libones und die Calpurnii Pisones Frugi zählten, vor dem Jahr 100 mit Marcus Annius Verus, der während der Regierungszeit Vespasians unter die Patrizier aufgenommen und im Laufe seiner außergewöhnlichen Karriere dreimal Konsul (Suffektkonsul 97, ordentlicher Konsul 121 und 126), schließlich Präfekt der Stadt Rom (praefectus urbi) wurde. Aus der Ehe gingen außer der Tochter Annia Galeria Faustina die Söhne Marcus Annius Verus und Marcus Annius Libo hervor. Annia Galeria Faustina heiratete Titus Aurelius Fulvus Boionius Arrius Antoninus, der ab 138 römischer Kaiser war und unter dem Namen Antoninus Pius bekannt ist. Mit der jüngeren Faustina ging aus dieser Ehe die zukünftige Ehefrau Mark Aurels hervor, unter deren Töchtern zwei das Cognomen Galeria trugen: Annia Aurelia Galeria Faustina und Annia Aurelia Galeria Lucilla. Ihr bereits im Jahr 124 verstorbener Sohn Marcus Annius Verus selbst, verheiratet mit Domitia Lucilla, war der Vater des 121 geborenen Mark Aurel, der nach dem Tod des Vaters im Haushalt des Marcus Annius Verus pater und der Rupilia Faustina aufwuchs. Ihr Sohn Marcus Annius Libo war im Jahr 128 ordentlicher Konsul und Vater der Annia Fundania Faustina und des Marcus Annius Libo, Suffektkonsul 161. Dessen Enkel Marcus Annius Flavius Libo war 204 ebenfalls ordentlicher Konsul. Anthony R. Birley sieht in einer Tochter Fundania des Lucius Fundanius Lamia Aelianus, Christiane Kunst hingegen des Gaius Minicius Fundanus die Ehefrau des Marcus Annius Libo.

## Gesellschaftliche Stellung
In finanzieller Hinsicht waren die Ehen der Kinder Faustina und Annius Verus äußerst günstige Arrangements. Domitia Lucilla war Alleinerbin des ungeheuren Vermögens ihres Adoptivvaters Gnaeus Domitius Tullus, das sich aus den Nachlässen des Gnaeus Domitius Afer und des Titus Curtilius Mancia und den Vermögen des Tullus sowie dessen Bruders Gnaeus Domitius Lucanus zusammensetzte. Antoninus Pius war der Erbe dreier Vermögen. Doch verfügten Marcus Annius Verus und Rupilia Faustina jeweils selbst über Vermögen, etwa die figlinae Quintianae oder praedia Quintanensia, im ager Labicanus am Fuß der Albaner Berge gelegene Besitzungen, die der Ziegelproduktion dienten. Zwischen 102 und 116 waren figlinae Quintianae im Besitz Trajans und seiner Frau Pompeia Plotina. Dem Annius Verus gehörten figlinae Quintianae in den Jahren 123 und 134, der Rupilia Faustina im Jahr 125. Zudem gab es einen kaiserlichen Freigelassenen, dem figlinae Quintianae im Jahr 123, im Jahr 134 und in den Jahren 150–152 gehörten. Die Söhne kamen als Erben in den Besitz der entsprechenden Anteile und auch die Enkel und weitere Nachfolgegenerationen sind als Besitzer nachweisbar. Ob und wie Annius Verus und seine Frau Rupilia Faustina in den Besitz von figlinae kamen, die auch mit dem Namen Trajans und der Plotina verbunden waren, ist unklar. Eine weitläufig verwandtschaftliche Beziehung muss nicht gegeben gewesen sein, enge gesellschaftliche Verbindungen sind jedoch vorauszusetzen. Da Rupilia Faustina nach dem Jahr 125 in dem Zusammenhang nicht mehr nachweisbar ist, wird sie wenig später gestorben sein.